# Вільяескуса (Самора)
Вільяескуса (ісп. Villaescusa) — муніципалітет в Іспанії, у складі автономної спільноти Кастилія-і-Леон, у провінції Самора. Населення — 308 осіб (2010).
Муніципалітет розташований на відстані близько 170 км на північний захід від Мадрида, 40 км на південний схід від Самори.

## Демографія
Динаміка населення (INE ):